# La Raya, Hidalgo
La Raya är en ort i Mexiko.   Den ligger i kommunen Tulancingo de Bravo och delstaten Hidalgo, i den sydöstra delen av landet, 120 km nordost om huvudstaden Mexico City. La Raya ligger 2 208 meter över havet och antalet invånare är 133.
Terrängen runt La Raya är kuperad åt sydost, men åt nordväst är den platt. Runt La Raya är det tätbefolkat, med 530 invånare per kvadratkilometer. Närmaste större samhälle är Tulancingo, 9,8 km sydväst om La Raya. Omgivningarna runt La Raya är en mosaik av jordbruksmark och naturlig växtlighet.